# Guido Riccobelli
Guido Riccobelli (* 28. November 1987 in San Isidro) ist ein argentinisch-italienischer Handballspieler.

## Karriere

### Verein
Der 1,85 m große mittlere Rückraumspieler spielte in seiner Heimat für Universidad Nacional de Luján Handball (UNLu) und River Plate. Mit dem Klub aus Buenos Aires gewann er 2007 die Apertura und die Clausura im Torneo Metropolitano, das Torneo Nacional und das Súper 4. Ab 2008 spielte er in Italien für Pallamano Secchia und SSV Bozen. Mit Bozen gewann er 2012 und 2013 jeweils das nationale Double. Es folgten Wechsel zwischen UNLu und italienischen Vereinen. Mit Junior Fasano wurde er 2016 und 2018 erneut Meister sowie 2016 Pokalsieger. Seit 2020 läuft er für San Fernando Handball (vormals UNLu) auf.

### Nationalmannschaft
Mit der argentinischen Nationalmannschaft gewann Riccobelli 2012 die Goldmedaille und 2016 die Bronzemedaille bei der Panamerikameisterschaft sowie 2014 die Goldmedaille bei den Südamerikaspielen. Außerdem nahm er an den Olympischen Spielen 2016 (10. Platz) sowie der Weltmeisterschaft 2013 (18. Platz) teil.

## Privates
Sein Bruder Franco (* 1990) spielte mit ihm unter anderem in Secchia.